# Roger Swerts
Roger Swerts (Heusden-Zolder, Limburg, 28 de desembre de 1942) va ser un ciclista belga que fou professional entre 1965 i 1978, durant els quals aconseguí una setantena de victòries, entre les quals destaquen 5 etapes a la Volta a Espanya, dues al Giro d'Itàlia, dues Volta a Bèlgica i una medalla de bronze al Campionat del Món de ciclisme el 1965.
Un cop retirat va dirigir diferents formacions ciclistes.

## Palmarès
- 1962
  - 1r a la Volta a Limburg amateur
  - Vencedor d'una etapa a la Volta a la Província de Lieja
- 1963
  - 1r a la Volta a la Província de Lieja i vencedor de 3 etapes
- 1964
  - Vencedor d'una etapa a la Volta a Limburg amateur
- 1965
  -  Medalla de bronze al Campionat del Món de ciclisme
- 1968
  - 1r al Gran Premi de Mònaco
  - Vencedor d'una etapa a la Volta a Catalunya
- 1969
  - 1r al Campionat de Zúric
- 1971
  - 1r a la Nationale Sluitingsprijs
- 1972
  - 1r a la Volta a Bèlgica i vencedor de 2 etapes
  - 1r a la Gant-Wevelgem
  - 1r al Gran Premi de les Nacions
  - 1r al Gran Premi de Forli
  - 1r al Trofeu Baracchi (amb Eddy Merckx)
  - Vencedor d'una etapa al Giro d'Itàlia
- 1973
  - 1r a la Druivenkoers Overijse
  - Vencedor d'una etapa al Giro d'Itàlia
  - Vencedor d'una etapa a la Volta a Espanya
  - Vencedor d'una etapa a la Tirrena-Adriàtica
  - Vencedor d'una etapa a la Volta a Bèlgica
- 1974
  -  Campió de Bèlgica en ruta
  - 1r a la Volta a Bèlgica
  - Vencedor de 3 etapes a la Volta a Espanya
- 1975
  - 1r del Premi d'Heist-op-den-Berg
  - Vencedor d'una etapa a la Volta a Espanya

### Resultats al Tour de França
- 1965. 41è de la classificació general
- 1966. 63è de la classificació general
- 1967. 54è de la classificació general
- 1969. 44è de la classificació general
- 1970. 24è de la classificació general
- 1971. 35è de la classificació general
- 1972. 14è de la classificació general

### Resultats al Giro d'Itàlia
- 1968. 30è de la classificació general
- 1969. Abandona (17a etapa)
- 1970. 53è de la classificació general
- 1971. 21è de la classificació general
- 1972. 16è de la classificació general. Vencedor d'una etapa
- 1973. 20è de la classificació general. Vencedor d'una etapa

### Resultats a la Volta a Espanya
- 1973. 9è de la classificació general. Vencedor d'una etapa
- 1974. 10è de la classificació general. Vencedor de 3 etapes
- 1975. 29è de la classificació general. Vencedor d'una etapa